# Finalmente: arrivano i The Rogers
Finalmente: arrivano i The Rogers è l'album di debutto dei Rogers, pubblicato dall'etichetta discografica Bentler nel 1968.

## Tracce

### Lato A
1. Guarda (testo di Domenico Serengay e Renato Scala; musica di Turi Golino)
2. Little Man (testo di Mogol; musica di Sonny Bono)
3. Come un giocatore (testo di Franco Clivio e Renato Scala; musica di Turi Golino ed Antonio Simonetti)
4. Chiedimi tutto (testo e musica di Felice Apolloni)
5. Vieni, vieni ragazzina (testo di Gino Ingrosso e Antonietta De Simone; musica di Gryar)
6. Cos'è l'amore (testo di Antonio Marrapodi; musica di Roberto Negri e Peppino Verdecchia)

### Lato B
1. Vorrei davvero (testo di Maria Evangelista Tumminelli; musica di Bill Crompton e Morgan Jones)
2. Ho tanta paura (testo di Domenico Serengay e Luigi Menegazzi; musica di Turi Golino e Roberto Negri)
3. Chewey Chewey (testo di Gianni Sanjust; musica di Kris Resnick e Joe Levine)
4. Non chiederò aiuto (testo di Domenico Serengay e Luigi Menegazzi; musica di Agicor e Turi Golino)
5. Non perdono mai (testo di Domenico Serengay e Francesco Specchia; musica di Claudio Cavallaro e Roberto Negri)
6. Luna marinara (testo di Massimo Simonini; musica di Michael Bonagura junior)

## Musicisti
- Antonio Francesco Florio, detto Frankie: Basso e voce solista,
- Alvaro Ventura : organo Hammond
- Lino Mareddu, in arte Lino Moreno: chitarra e voce
- Mario Fasciano: batteria
- Nunzio Arcidiacono: sax e voce